# Bathygobius burtoni
Bathygobius burtoni је зракоперка из реда Perciformes и фамилије Gobiidae. 

## Угроженост
Подаци о распрострањености ове врсте су недовољни.

## Распрострањење
Ареал врсте је ограничен на Сао Томе и Принсипе.

## Станиште
Станиште врсте су слатководна подручја. 